# Paul Rader
Paul Alexander Rader, född 14 mars 1934, död 18 januari 2025, var Frälsningsarméns 15:e general (1994 - 1999).